# さっさか大阪
「さっさか大阪」（さっさかおおさか）は、日本の楽曲。作詞：阪田寛夫、作曲：南安雄、歌：大阪放送児童合唱団。

## 概要
1969年6月から同年7月までNHKの『みんなのうた』で紹介。「長崎めがね橋」に続くお国めぐりシリーズの第2弾で、大阪府にまつわるさまざまな物を歌っている。1番では梅田新道を「梅新」、上本町六丁目を「上六」と呼ぶなどさまざまな地名を簡略化し、2番ではイチゴ水、うなぎ（大阪では「まむし」と呼ぶ）、きつねうどんなどのさまざまな食べ物を歌う。そして3番では、「阪」に因んで「地蔵坂」や「小坂」を紹介する。映像は実写で、当時の大阪の風景を映している。
再放送は、『特集みんなのうた』1975年12月22日放送分でお国めぐりシリーズ特集が組まれた際に一度行われた。定時番組では長らく行われていなかったが、2015年8月から同年9月に46年ぶりの再放送が行われた。ただし、本放送当時との画面アスペクト比の違いから、この再放送においては両端にサイドパネルを付しての放送となった。また、映像中に入る歌詞と歌手のテロップもニュープリントになったが、それらに関する断り書きのテロップは特に添えられていなかった。
この曲は同じお国めぐりシリーズの「木曽路はきょうも」（歌：森山良子）や「熊野路ひとり」（歌：シモンズ）とともに、2016年4月27日にソニー・ミュージックダイレクトから発売された音楽CD『NHKみんなのうた 55 アニバーサリー・ベスト〜チョコと私〜』に収録された。この3曲のCD化はこれが初である。

## 参考資料
- 『NHKみんなのうた』 第10集（第18冊[要説明]）、日本放送出版協会、1980年、26 - 28頁。